# 누바르 아페얀

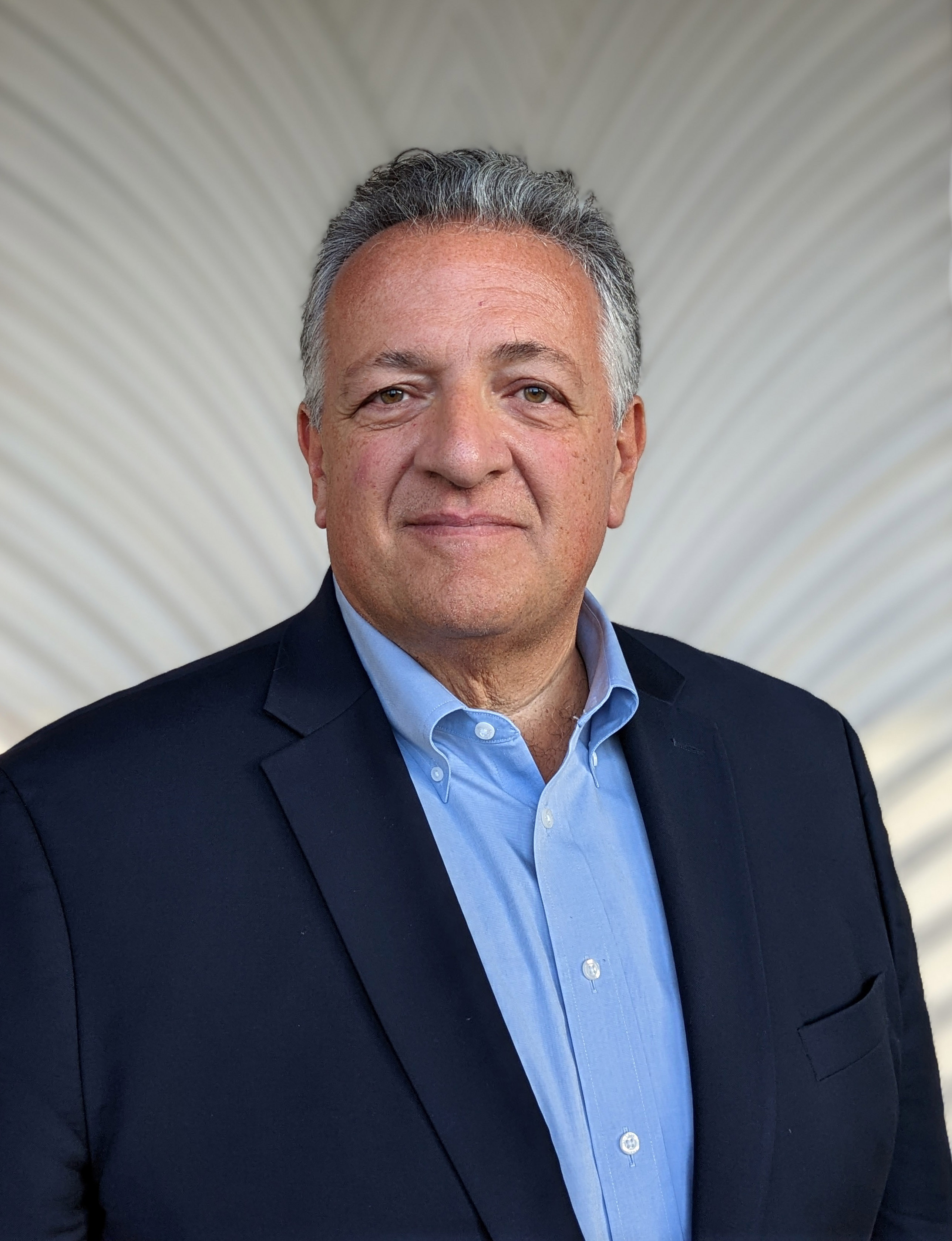

누바르 아페얀(아르메니아어: Noubar Afeyan, 1962년 ~ )은 아르메니아계 미국인 기업인으로, COVID-19 백신을 제조하는 모더나의 공동 창업자이자 이사회장이다. 아페얀은 모더나의 최대주주이다. 그는 41개가 넘는 스타트업 회사를 창립한 억만장자기도 하다. 1983년 캐나다 맥길대학교에서 화학 공학으로 학사 학위를 받고 미국으로 이주한 뒤, 1987년 MIT에서 생화학 공학으로 박사학위를 받았다.

## 참고 자료
- 모더나 설립자 "전문가들 말고, 우리 말에 관심가져야"
- '코로나 백신 개발' 모더나, 주가급등…주주 돈 잔치 보관됨 2021-04-19 - 웨이백 머신